# Lac Clair, Sainte-Christine-d'Auvergne
Lac Clair är en sjö i Kanada.   Den ligger i regionen Capitale-Nationale och provinsen Québec, i den sydöstra delen av landet, 300 km nordost om huvudstaden Ottawa. Lac Clair ligger 222 meter över havet. Arean är 1,9 kvadratkilometer. Den sträcker sig 2,3 kilometer i nord-sydlig riktning, och 2,5 kilometer i öst-västlig riktning.
I omgivningarna runt Lac Clair växer i huvudsak blandskog. Runt Lac Clair är det mycket glesbefolkat, med 7 invånare per kvadratkilometer.